# Рич
Рич (мкд. Рич) је насеље у Северној Македонији, у југоисточном делу државе. Рич је насеље у оквиру општине Струмица.

## Географија
Рич је смештен у југоисточном делу Северне Македоније. Од најближег града, Струмице, насеље је удаљено 16 km западно.
Насеље Рич се налази у историјској области Плавуш. Насеље је положено на источним падинама планине Плавуш, на приближно 510 метара надморске висине. Југоисточно од насеља створено је вештачко језеро Водоча.
Месна клима је континентална.

## Становништво
Рич је према последњем попису из 2002. године имао 382 становника.
Већинско становништво у насељу су етнички Македонци (99%).
Претежна вероисповест месног становништва је православље.